# Cosmus
Cosmus (3. század) tisztviselő
A Római Birodalom magas állású zsidó tisztviselője. Az egyik adóállomás főnöke volt Pannóniában. Nevét egy emléktábla őrzi, amelyet Dunapentelén ástak ki. Ezt Alexander Severus császár tiszteletére állította Cosmus, az akkori idők szokása szerint. Az emléktábla feliratából kitűnik, hogy a zsinagóga elöljárója volt, ami különös történelmi értéket ad a leletnek, mivel azt bizonyítja, hogy a zsidók szervezett közösségben éltek a római korszakban Pannóniában.